# Mount Woodward
Mount Woodward är ett berg i Antarktis. Det ligger i Västantarktis. Inget land gör anspråk på området. Toppen på Mount Woodward är 252 meter över havet.
Terrängen runt Mount Woodward är platt åt nordost, men åt sydväst är den kuperad. Trakten är obefolkad. Det finns inga samhällen i närheten.